# Antonio D'Alonzo
Antonio D'Alonzo, né le 19 mars 1955 à Atessa (Abruzzes), est un coureur cycliste italien, professionnel de 1978 à 1982. 

## Palmarès
- 1973
  - Grand Prix Amicizia
- 1979
  - 9e de la Coppa Sabatini
- 1980
  - 10e du Tour de la province de Reggio de Calabre
- 1981
  - 7e du Tour des Pouilles
  - 9e du Trophée Matteotti
- 1982
  - 7e du Tour de Vénétie

## Résultats sur les grands tours

### Tour d'Italie
5 participations
- 1978 : abandon (3e étape)
- 1979 : 47e
- 1980 : 53e
- 1981 : 15e
- 1982 : abandon